# The Ladies Man (2000)
The Ladies Man (bra: O Tigrão) é um filme norte-americano do gênero comédia lançado em 2000 estrelado pelo ator e comediante Tim Meadows. É dirigido por Reginald Hudlin. O filme foca nas aventuras do apresentador de rádio e terapeuta sexual Leon Phelps.

## Sinopse
Leon Phelps (conhecido pelo apelido "Ladies Man") era um personagem do programa de televisão Saturday Night Live atuado por Tim Meadows durante a década de 1990.  O segmento era sobre a transmissão de um programa de rádio onde Phelps, um homem negro, jovem e sedutor, dava conselhos e dicas duvidosos sobre romantismo, sexo e amor.  O "Ladies Man" proclamava abertamente que iria cortejar qualquer mulher, desde que ela não pesasse mais de 250 quilos.  Uma noite de romance com ele geralmente se centrava em torno de uma garrafa de cognc Courvoisier.
Depois de finalmente ir longe demais em um de seus programas, Leon é demitido, mas ele recebe uma carta de uma de suas antigas amantes, dizendo que o quer de volta e que está disposta a a apoiá-lo em grande estilo. Isso soa ótimo para Leon, exceto que a mulher não assinou a carta com seu nome e agora ele tem que se encontrar com todos as suas numerosas conquistas amorosas para descobrir qual delas lhe enviou a carta e quer de novo seu amor. Enquanto isso, um grupo secreto chamado Victims of the Smiling Ass (V.S.A.), formado por maridos e namorados das amantes de Leon o descobrem e agora estão atrás dele para vingança.

## Elenco
- Tim Meadows como Leon Phelps
- Karyn Parsons como Julie Simmons
- Billy Dee Williams como Lester
- John Witherspoon como Scrap Iron
- Jill Talley como Candy
- Lee Evans como Barney
- Will Ferrell como Lance DeLune
- Tiffani Thiessen como Honey DeLune
- Sofia Milos como Cheryl
- Eugene Levy como Bucky Kent
- David Huband como Frank
- Julianne Moore como Audrey/"Bloopy"

## Recepção

### Bilheteria
O filme estreou em quarto lugar nos Estados Unidos, arrecadando US$ 5,4 milhões em sua primeira semana.

### Crítica
O filme foi duramente analisado pelos críticos. O site Rotten Tomatoes deu ao longa uma pontuação de 11% baseada nas análises de 72 críticos, com uma pontuação média de 3,2 de 10. O consenso crítico dizia que "The Ladies Man se juntava a crescente lista de filmes medíocres baseados em segmentos do show Saturday Night Live. Ele apenas não tem material suficiente para a duração de um longa metragem"